# Санітарний поїзд

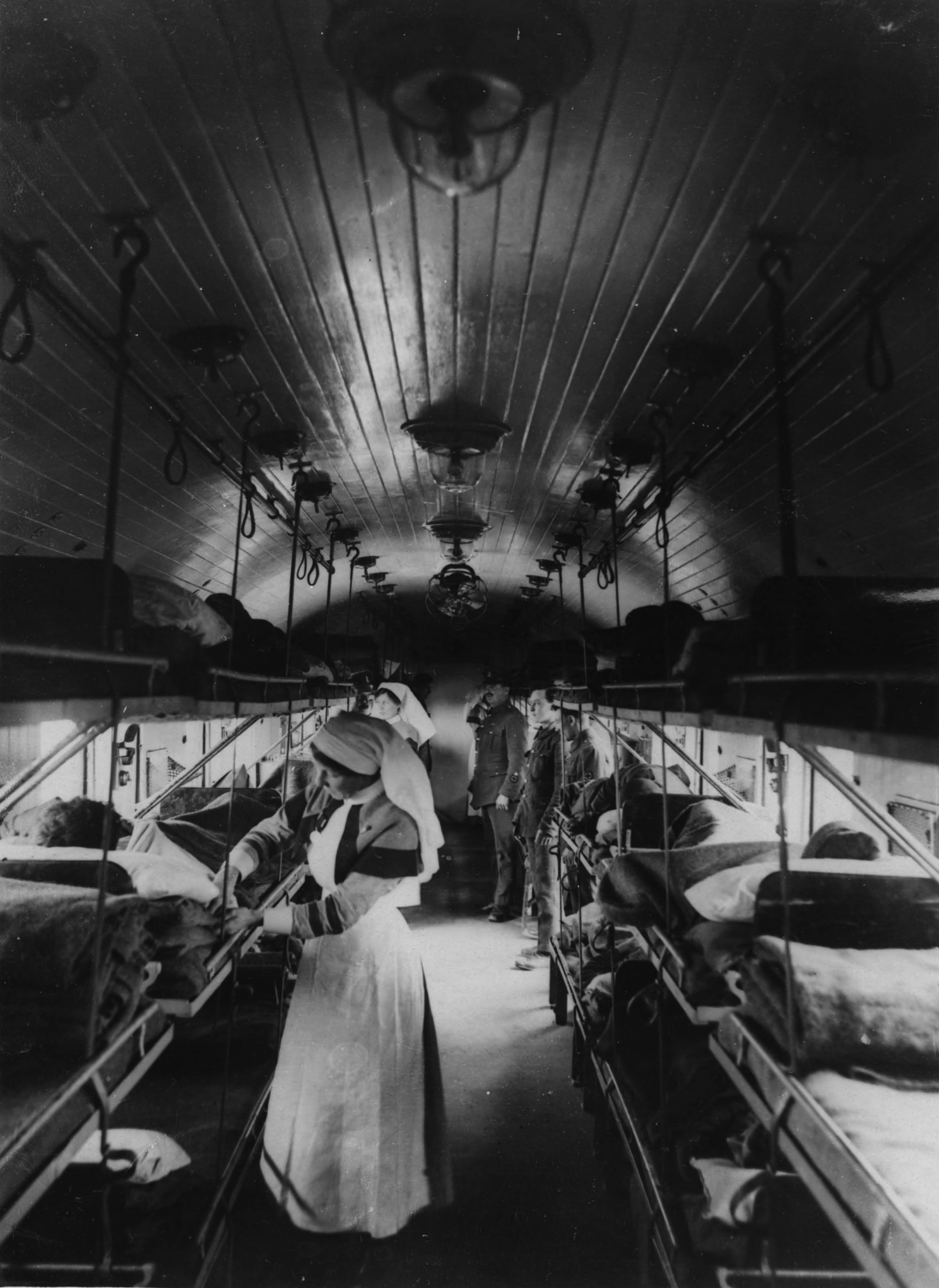
У вагоні британського санітарного поїзда

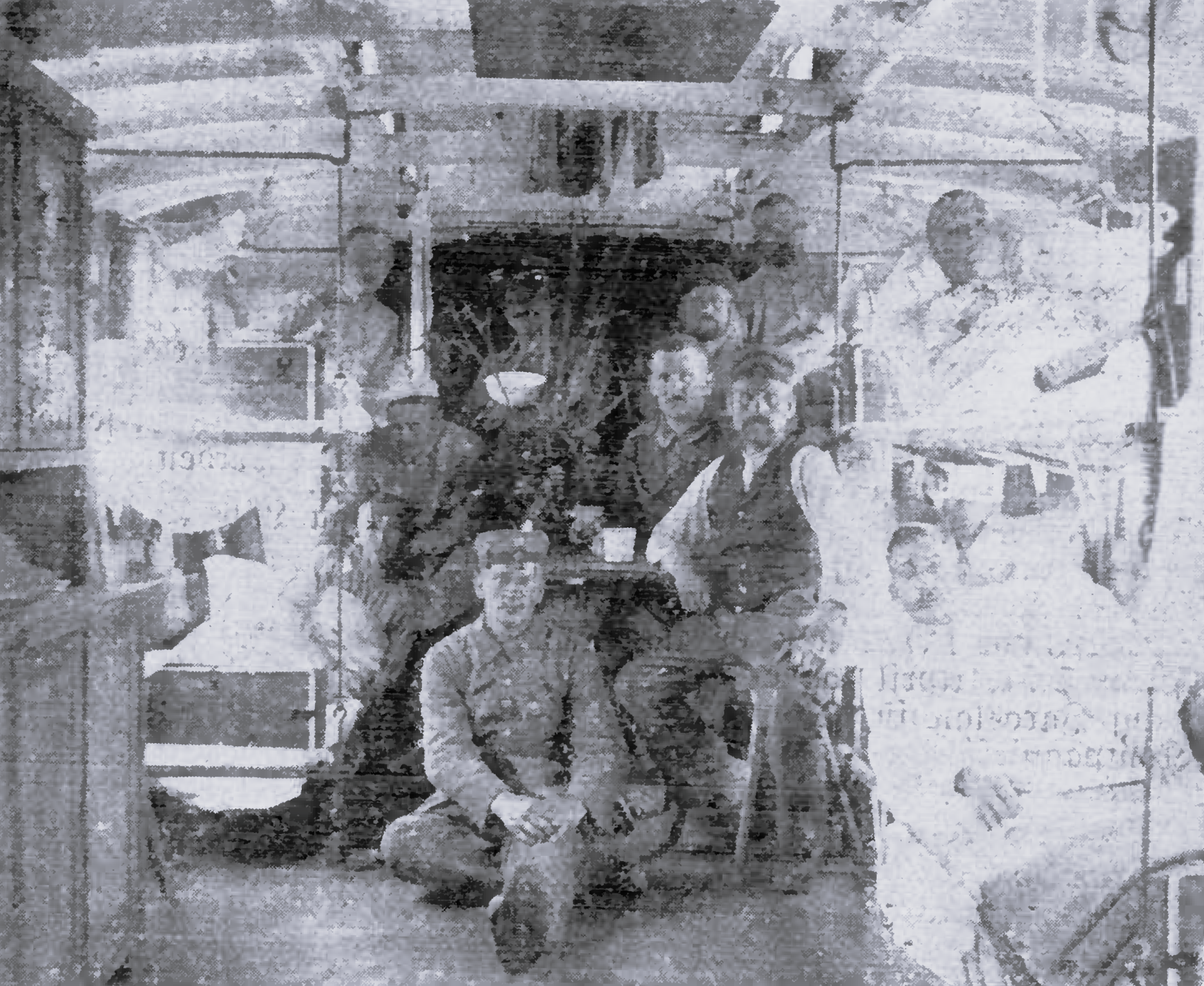
Німецький госпітальний поїзд у 1915 році

Саніта́рний по́їзд (військово-санітарний поїзд) — спеціальний залізничний склад, призначений для перевезення під час війни поранених і хворих та лікування їх у дорозі. Має у своєму складі паровоз (тепловоз), вагони, спеціально обладнані для перевезення та лікування постраждалих, а також допоміжні вагони, такі як: вагони-операційні, кухні, аптеки, вагони для персоналу, вагони-морги тощо.
Військово-санітарні поїзди бувають: постійні, призначені для евакуації поранених і хворих зі шпитальних баз фронту в тил країни; тимчасові, призначені для евакуації зі шпитальних баз армії до баз фронту; летючки, що використовувались в межах армійського і фронтового тилу.

## Історія
Вперше залізничні поїзди почали широко використовувати для перевезення поранених під час Громадянської війни в Америці (1861–1865) і франко-прусської війни (1870–1871). Під час останньої 36 санітарних поїздів у Німеччині перевезли до 40 тисяч хворих і поранених.

### Перша світова війна

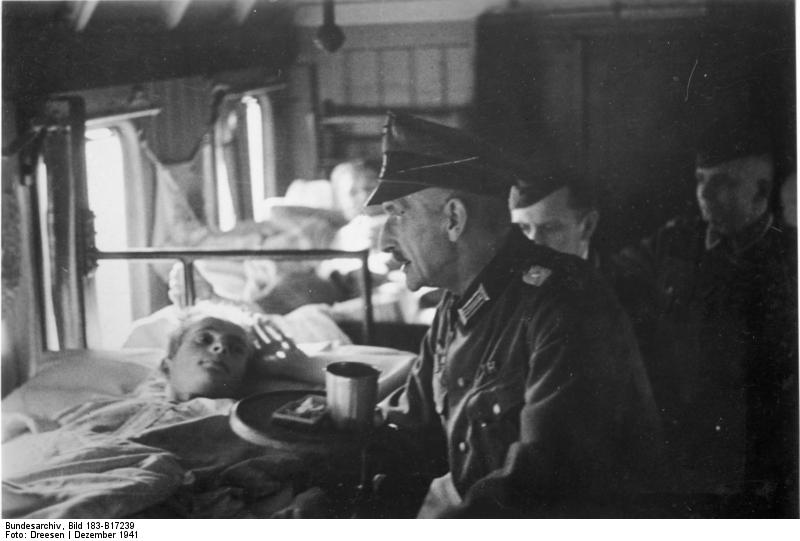
У німецькому санітарному потязі зі Східного фронту

Перші імпровізовані санітарні поїзди з'явилися на початку Першої світової війни на французькій залізниці. Призначалися для вивезення поранених і хворих до стаціонарних шпиталів.
До квітня 1915 року у Великій Британії було складено три санітарних поїзди. Всього за роки Першої світової війни різні британські залізничні компанії виготовили 30 санітарних поїздів. Вони використовувалися, головно, у Франції та Фландрії.
Стандартний британський санітарний поїзд складався з 16 вагонів, у тому числі: фармацевтичний вагон, дві кухні, склад, житлові вагони для персоналу. Поїзд міг прийняти до 400 лежачих і сидячих поранених. У кожному санітарному вагоні розміщувалося 36 ліжок у три яруси. Середня полиця складалася, що дозволяло розмістити на нижньому ярусі легко поранених, сидячих хворих. Внутрішні санітарні потяги, що їздили у Великій Британії, мали 2 яруси ліжок. Кухні могли поставити в будь-який час 50 галонів (1 галон = 3,78 літра) гарячої води. Поїзд виробляв електрику для освітлення та вентиляції вагонів.
У 1916 році на західному фронті британські санітарні поїзди здійснили 1581 поїздку, вони вивезли з фронту 744616 хворих і поранених. Того ж року 16918 поранених було вивезено на санітарних баржах.
Основним пунктом прийому британських поранених було французьке місто Булонь-сюр-Мер. У Булоні 123 поранених із санітарного поїзда розвантажували всього за 19 хвилин. Основними англійськими містами, куди надходили поранені були Дувр і Саутгемптон. З лютого 1915 р. по лютий 1919 р. Дувр прийняв 1260506 поранених на 4076 кораблях і пересадив їх у 7781 внутрішній санітарний поїзд. Поїзди перевозили поранених до станцій призначення. Із залізничної станції до шпиталів поранених перевозили на автомобілях. Найчастіше перевезенням поранених займалися добровольці на особистих автомобілях.

### Друга світова війна
24 червня 1941 року Народний комісаріат шляхів сполучення СРСР видав розпорядження радянським залізницям сформувати 288 військово-санітарних поїздів.
Військово-санітарними поїздами в роки війни перевезено мільйони поранених і хворих. Це були своєрідні шпиталі на колесах, де цілодобово, майже без відпочинку, лікарі і медсестри працювали біля операційних і перев'язувальних столів. Санітарні поїзди створювали безперервний цикл надання медичної допломоги пораненим і хворим від армійських і фронтових шпиталів до тилових медичних закладів.
Для медико-санітарного обслуговування військ були розгорнуті ізоляційно-пропускні пункти, дезінфекційні загони, банно-пральні та банно-дезінфекційні поїзди і мережа санітарно-контрольних пунктів. Лише протягом 1944 року у санітарних ешелонах було помито 27,2 млн військових, продезнфіковано 31,6 млн комплектів обмундирування. За роки війни військово-продовольчі пункти видали понад 217 млн гарячих обідів, понад 500 млн сухих пайків, випекли 157 млн кг. хліба.

### Російське вторгнення в Україну
В березні 2022 року міжнародна організація «Лікарі без кордонів» запустила поїзд, який вивозить людей з прифронтових точок до лікарень на захід.

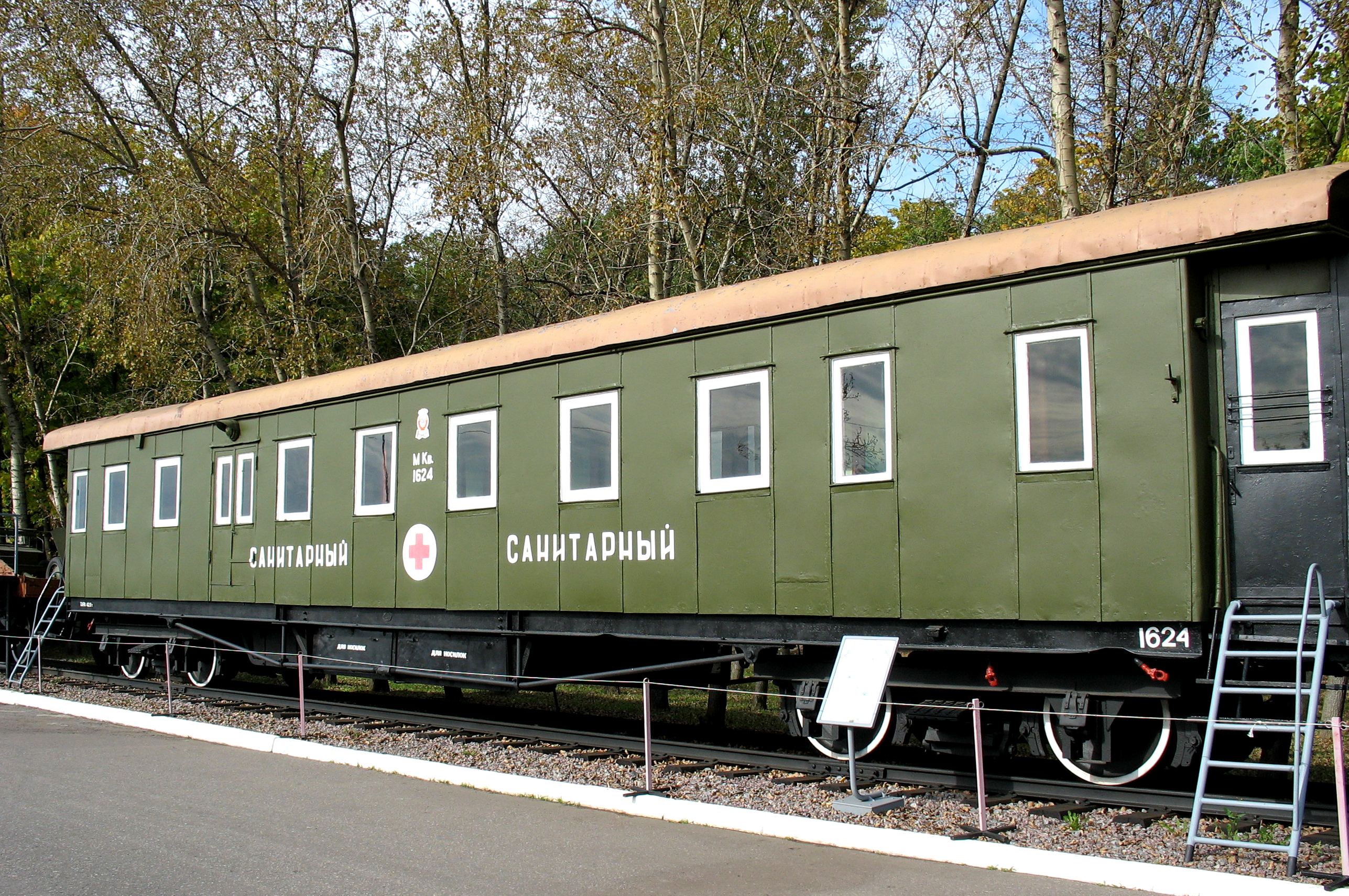
Радянський санітарний вагон. Центральний музей Великої Вітчизняної війни